# Ryder Cup 2016
La 41a Ryder Cup es va disputar als Europa entre el 30 de setembre i el 2 d'octubre de 2016 al Hazeltine National Golf Club a Chaska, Minnesota.

## Els equips
Els deu millors jugadors d'ambdós equips són escollits mitjançant un sistema de puntuació en el qual s'agafen els resultats en diferents torneigs. Els altres dos jugadors són escollits pel capità de cada equip.

### Estats Units
| Equip dels Estats Units |      |                                     |
| Nom                     | Edat | Notes                               |
| Davis Love III          | 52   | Capità de l'equip                   |
| Dustin Johnson          | 32   | 3a participació                     |
| Jordan Spieth           | 23   | 2a participació                     |
| Phil Mickelson          | 46   | 11a participació                    |
| Patrick Reed            | 26   | 2a participació                     |
| Jimmy Walker            | 37   | 2a participació                     |
| Brooks Koepka           | 26   | 1a participació                     |
| Brandt Snedeker         | 35   | 2a participació                     |
| Zach Johnson            | 40   | 5a participació                     |
| J. B. Holmes            | 34   | 2a participació, elecció del capità |
| Rickie Fowler           | 27   | 3a participació, elecció del capità |
| Matt Kuchar             | 38   | 4a participació, elecció del capità |
| Ryan Moore              | 33   | 1a participació, elecció del capità |

### Europa
| Equip d'Europa      |                  |      |                                      |
| Nom                 | Nacionalitat     | Edat | Notes                                |
| Darren Clarke       | Irlanda del Nord | 48   | Capità de l'equip                    |
| Rory McIlroy        | Irlanda del Nord | 27   | 4a participació                      |
| Danny Willett       | Anglaterra       | 28   | 1a participació                      |
| Henrik Stenson      | Suècia           | 40   | 4a participació                      |
| Chris Wood          | Anglaterra       | 28   | 1a participació                      |
| Sergio García       | Espanya          | 36   | 8a participació                      |
| Rafael Cabrera      | Espanya          | 32   | 1a participació                      |
| Justin Rose         | Anglaterra       | 36   | 4a participació                      |
| Andy Sullivan       | Anglaterra       | 29   | 1a participació                      |
| Matthew Fitzpatrick | Anglaterra       | 22   | 1a participació                      |
| Lee Westwood        | Anglaterra       | 43   | 10a participació, elecció del capità |
| Martin Kaymer       | Alemanya         | 31   | 4a participació, elecció del capità  |
| Thomas Pieters      | Bèlgica          | 24   | 1a participació, elecció del capità  |

## Competició

### Enfrontaments del divendres

#### Matí: foursomes
|                        | Resultats        |                        |
| ---------------------- | ---------------- | ---------------------- |
| J. Spieth/P. Reed      | 3 & 2            | H. Stenson/J. Rose     |
| P. Mickelson/R. Fowler | 1 up             | R. McIlroy/A. Sullivan |
| J. Walker/Z. Johnson   | 4 & 2            | S. García/M. Kaymer    |
| D. Johnson/M. Kuchar   | 5 & 4            | L. Westwood/T. Pieters |
| 0                      | Marcador parcial | 4                      |
| 0                      | Marcador total   | 4                      |

#### Tarda: fourballs
|                       | Resultats        |                       |
| --------------------- | ---------------- | --------------------- |
| J. Spieth/P. Reed     | 5 & 4            | H. Stenson/J. Rose    |
| J. B. Holmes/R. Moore | 3 & 2            | S. García/R. Cabrero  |
| B. Snedeker/B. Koepka | 5 & 4            | M. Kaymer/D. Willett  |
| D. Johnson/M. Kuchar  | 3 & 2            | R. McIlroy/T. Pieters |
| 3                     | Marcador parcial | 1                     |
| 3                     | Marcador total   | 5                     |

### Enfrontaments del dissabte

#### Matí: foursomes
|                        | Resultats        |                           |
| ---------------------- | ---------------- | ------------------------- |
| P. Mickelson/R. Fowler | 4 & 2            | R. McIlroy/T. Pieters     |
| B. Snedeker/B. Koepka  | 3 & 2            | H. Stenson/M. Fitzpatrick |
| J. Walker/Z. Johnson   | 1 up             | J. Rose/C. Wood           |
| J. Spieth/P. Reed      | Empat            | S. García/R. Cabrero      |
| 2½                     | Marcador parcial | 1½                        |
| 5½                     | Marcador total   | 6½                        |

#### Tarda: fourballs
|                        | Resultats        |                        |
| ---------------------- | ---------------- | ---------------------- |
| B. Koepka/D. Johnson   | 3 & 1            | R. McIlroy/T. Pieters  |
| J. B. Holmes/R. Moore  | 1 up             | D. Willett/L. Westwood |
| P. Mickelson/M. Kuchar | 2 & 1            | M. Kaymer/S. García    |
| J. Spieth/P. Reed      | 2 & 1            | H. Stenson/J. Rose     |
| 1                      | Marcador parcial | 3                      |
| 6½                     | Marcador total   | 9½                     |

### Enfrontaments del diumenge

#### Individuals
|                 | Resultats        |                     |
| --------------- | ---------------- | ------------------- |
| Patrick Reed    | 1 up             | Rory McIlroy        |
| Jordan Spieth   | 3 & 2            | Henrik Stenson      |
| J. B. Holmes    | 3 & 2            | Thomas Pieters      |
| Rickie Fowler   | 1 up             | Justin Rose         |
| Jimmy Walker    | 3 & 2            | Rafael Cabrera      |
| Phil Mickelson  | Empat            | Sergio García       |
| Ryan Moore      | 1 up             | Lee Westwood        |
| Brandt Snedeker | 3 & 1            | Andy Sullivan       |
| Dustin Johnson  | 1 up             | Chris Wood          |
| Brooks Koepka   | 5 & 4            | Danny Willett       |
| Matt Kuchar     | 1 up             | Martin Kaymer       |
| Zach Johnson    | 4 & 3            | Matthew Fitzpatrick |
| 4½              | Marcador parcial | 7½                  |
| 11              | Marcador total   | 17                  |